# 180年代
| 千纪： | 1千纪                                                                                  |
| 世纪： | 1世纪 \| 2世纪 \| 3世纪                                                                |
| 年代： | 150年代 \| 160年代 \| 170年代 \| 180年代 \| 190年代 \| 200年代 \| 210年代              |
| 年份： | 180年 \| 181年 \| 182年 \| 183年 \| 184年 \| 185年 \| 186年 \| 187年 \| 188年 \| 189年 |

## 大事记
- 180年，東漢靈帝劉宏立何貴人為皇后，任其兄何進為侍中。
- 180年，羅馬帝國康茂德嗣位。
- 184年，中國發生黃巾之亂。
- 185年，論討平黃巾功，封宦官張讓、趙忠等十二人為列侯。漢靈帝劉宏常言：「 張常侍是我父，趙常侍是我母。」
- 187年，泰山太守張舉稱帝，與烏桓聯盟，眾十萬，屯肥如。
- 188年，東漢置西園八校尉，宦官蹇碩為上軍校尉。袁紹、曹操等七校尉，均隸蹇碩。
- 189年，大將軍何進欲誅宦官，事泄被殺。
- 189年，虎賁中郎將袁術、中軍校尉袁紹诛灭宦官。
- 189年，董卓廢劉辯為弘農王，立其弟劉協為帝，是為漢獻帝。殺何太后。董卓历任太尉、相國，權傾朝野。

## 出生
- 187年，曹丕，魏國皇帝。
- 181年，劉協，東漢皇帝。

## 逝世
- 180年，馬爾庫斯·奧列里烏斯，罗马皇帝
- 181年，檀石槐，鮮卑大人
- 189年，漢靈帝